# مابوروشی
مابوروشی (ژاپنی: アリスとテレスのまぼろし工場 هپبورن: Arisu to Teresu no Maboroshi Kōjō, ت.ت. 'Alice and Therese's Illusory Factory') یک فیلم پویانمایی ژاپنی در ژانر خیال‌پردازی علمی درام محصول ۲۰۲۳ و به نویسندگی و کارگردانی ماری اوکادا است. این فیلم توسط استودیوی ماپا تولید شده و به‌وسیلهٔ برادران وارنر پیکچرز ژاپن توزیع شده است. مابوروشی در ۱۵ سپتامبر ۲۰۲۳ در سینماهای ژاپن اکران شد و سپس در ۱۵ ژانویه ۲۰۲۴ در سراسر جهان از نتفلیکس در دسترس قرار گرفت.

## صداپیشگان
| شخصیت                           | ژاپنی           | انگلیسی              |
| ------------------------------- | --------------- | -------------------- |
| ماسامونه کیکوئیری               | جونیا انوکی     | مکس میتلمن           |
| ماتسومی ساگامی/ماتسومی کیکوئیری | رینا اوئدا      | جینی تیرادو          |
| ایتسومی/ساکی کیکوئیری           | میساکی کونو     | کیتانا ترنبول        |
| آکیمونه کیکوئیری                | کوجی ستو        | رابی دیموند          |
| توکیمونه کیکوئیری               | کنتو هایاشی     | آیزاک رابینسون اسمیت |
| دایسوکه ساساکورا                | تاکو یاشیرو     | جاناتان لئون         |
| آتسوشی نیتا                     | تاسوکو هاتاناکا | دیوید اریگو جونیور   |
| یاسوناری سنیا                   | دایکی کوبایاشی  | برندون انگمن         |
| یوکو سونوبه                     | آیاکا سایتو     | لیزی فریمن           |
| هینا هارا                       | ماکی کاواسه     | والری رز لومن        |
| رینا یاسومی                     | یوکیو فوجی      | مدلین دورو           |
| مامورو ساگامی                   | ستسوجی ساتو     | اندرو کیشینو         |